# Эндрюс, Томас
Томас Эндрюс-мл. (англ. Thomas Andrews, jr., 7 февраля 1873, Комбер, Даун, Великобритания — 15 апреля 1912, «Титаник», Северная Атлантика) — ирландский бизнесмен и судостроитель, исполнительный директор судостроительной компании «Харланд энд Вольф» в Белфасте. Эндрюс был конструктором «Титаника» и одним из 1496 человек, погибших в результате катастрофы 15 апреля 1912 года в ледяных водах Атлантики.

## Биография

### Ранние годы
Томас Эндрюс родился в ирландском графстве Даун в Комбере в Ардара-Хаус у Томаса Эндрюса и Элизы Пирри. Отец был членом Тайного Совета Ирландии. Помимо Томаса-мл. в семье был ещё один ребёнок — старший брат Томаса Джон Миллер Эндрюс (17 июля 1871 — 5 августа 1956), который в будущем стал премьер-министром Северной Ирландии. В 1884 году он поступил в Королевский академический институт в Белфасте, где обучался до 1889 года, после чего поступил на обучение в компанию «Харланд энд Вольф», где его дядя Уильям Джеймс Пирри был одним из совладельцев.

### Харланд энд Вольф
В «Харланд энд Вольф» Томас первые три месяца работал в столярном отделе, затем месяц проработал меблировщиком, а после на два месяца перешёл работать на корабли. Последние восемнадцать месяцев его пятилетней работы в качестве подмастерья Томас провёл в конструкторском отделе. В 1901 году, после 12 лет обучения, он стал менеджером строительных работ в компании, и в том же году был принят в Совет морских архитекторов. В 1907 году Томас стал исполнительным директором «Харланд энд Вольф».

### «Титаник»
В 1907 году Эндрюс, вместе с дядей Уильямом Пирри и Александром Карлайлом, стал конструктором нового суперлайнера «Олимпик», а в 1909 году — его «брата-близнеца» «Титаника», в компании «White Star Line». 
10 апреля 1912 года Томас Эндрюс отправился в первое путешествие на «Титанике» в Нью-Йорк. Стюардесса Вайолет Джессоп в своих мемуарах положительно отзывалась об Эндрюсе, вспоминая его, как «…наш любимый конструктор, ходивший ненавязчиво, с усталым, но довольным лицом». Среди тогдашних корабельных проектировщиков Томас Эндрюс был одним из немногих, кто прислушивался к мнениям экипажа и поэтому на «Титанике» был более обустроенный и комфортабельный, чем на других судах того времени, кубрик, а стюарды и стюардессы были вполне довольны предоставленными им каютами. С 14 на 15 апреля в 23:40 «Титаник» налетел на айсберг с правой стороны борта. В это время Эндрюс спал в своей каюте и почти не почувствовал столкновения. Вскоре его вызвал к себе капитан Эдвард Смит, для того чтобы оценить ущерб. После обследования Эндрюс пришёл к выводу, что «Титаник» уже не удастся спасти, и он затонет. Во время эвакуации Томас помогал пассажирам усаживаться в шлюпки. По словам одного из стюардов Джона Стюарта Эндрюса последний раз видели в курильной комнате первого класса возле камина, где он смотрел на картину «Порт Плимут», изображающую Плимутский залив вблизи Плимута (во многих кинофильмах в этом эпизоде ошибочно показывают Нью-Йоркскую бухту). Согласно другим свидетельствам Томаса Эндрюса последний раз видели тогда, когда он бросал в воду шезлонги с прогулочной палубы, чтобы пассажиры, оказавшиеся в воде, могли использовать их в качестве спасательных плотов. Так или иначе, вероятней всего, он находился в районе между третьей и четвертой трубой (именно там располагался курительный салон) и, когда корабль начал разламываться, он либо соскользнул в воду, не имея возможности удержаться, с отвесной палубы, либо провалился из салона в разверзнувшийся разлом. Его тело после крушения так и не было найдено.
19 апреля отец Томаса получил телеграмму от двоюродного брата своей жены, который разговаривал в Нью-Йорке с выжившими после кораблекрушения. Телеграмма была зачитана вслух Эндрюсом-старшим всем обитателям их дома в Комбере: «Поговорил с офицерами „Титаника“. Все уверены, что Эндрюс принял героическую смерть, думая только о безопасности других. Разделите со всеми сердечное сочувствие». (англ. INTERVIEW TITANIC’S OFFICERS. ALL UNANIMOUS THAT ANDREWS HEROIC UNTO DEATH, THINKING ONLY SAFETY OTHERS. EXTEND HEARTFELT SYMPATHY TO ALL.)

## Память
Все газетные статьи про катастрофу упоминали Томаса Эндрюса только как героя. Одна из стюардесс Мэри Слоан, которую Эндрюс убедил сесть в шлюпку, позже написала про него целое письмо, в котором указывала, что всем спасённым женщинам и детям «Титаника» «трудно будет забыть» такого человека.
В родном городе Томаса в Комбере в январе 1914 года был открыт Мемориальный зал Томаса Эндрюса-мл. Этот мемориал стал одним из самых первых и самых крупных в мире мемориалов, которые были посвящены только одной жертве «Титаника». Сегодня мемориал используется, как начальная школа Эндрюс Мемориал (англ. Andrews Memorial Primary School).
В 1997 году в фильме «Титаник» роль Томаса Эндрюса исполнил канадский актёр Виктор Гарбер.
В телесериале 2012 года «„Титаник“: Кровь и сталь» роль Эндрюса сыграл Билли Картер.
В честь конструктора назвали астероид (245158) Томасэндрюс, открытый в 2004 году.

## Семья
24 июня 1908 года Эндрюс женился на Хелен Рейлли Барбур (10 апреля 1881 — 22 августа 1966), которая была дочерью Джона Догерти Барбура и сестрой североирландского политического деятеля баронета Милна Барбура. 27 ноября 1910 года у Томаса и Хелен родилась дочь Элизабет Лоу-Барбур Эндрюс (знакомым семьи она в основном была известна под именем Эльба по первым буквам её инициалов «ELBA»). Молодая семья поселилась в Белфасте в «Дуналлан» на Винсдор-Авеню 12. Известно, что незадолго до рождения дочери Томас привёл Хелен ночью на верфь «Harland and Wolff» и показал ей «Титаник». После смерти Томаса Хелен 8 февраля 1917 года вышла замуж за одного из тогдашних директоров «Harland and Wolff» Генри Пейрсона Харланда (1 сентября 1876 — 11 августа 1945) и родила ещё четырёх детей — сына Альберта и дочерей Эвелину, Луизу и Этель Веру. Хелен умерла 22 августа 1966 года в Северной Ирландии от осложнений порока митрального клапана. Их дочь Элизабет никогда не выходила замуж, но стала первой женщиной-ирландкой, получившей лицензию пилота. Она погибла в автокатастрофе 1 ноября 1973 года на дороге между Слейном и Дублином.